# Katherine Mayfair
Katherine Mayfair (precedentemente Davis) è un personaggio della serie televisiva Desperate Housewives.

## Trama
Katherine Mayfair è la moglie di Adam Mayfair e madre di Dylan Mayfair. Vecchia abitante di Wisteria Lane, torna a Fairview dopo essersi trasferita frettolosamente a Chicago per nascondere un segreto che viene svelato alla fine della quarta serie. Sin dall'episodio "Ora sapete", per la sua maniacalità nella gestione della casa e per il suo forte carattere si presenta come personaggio speculare a Bree con la quale entra immediatamente in conflitto.

### Il passato
Katherine Mayfair, conosciuta come Katherine Davis nel suo precedente soggiorno a Fairview, viveva nella casa al 4356 di Wisteria Lane (la casa in cui Mike Delfino si è trasferito all'inizio della prima stagione) dodici anni prima dell'anno di ambientazione della quarta stagione. Katherine abitava qui con la figlia Dylan e la zia Lillian, proprietaria della casa. Solo alla fine della quarta stagione si viene a sapere che il suo ex marito Wayne Davis la picchiava. Dopo il divorzio con Wayne ed il suo trasferimento, Katherine vive un periodo di relativa tranquillità.
L'episodio che conclude la quarta stagione rivela che Mary Alice è stata la babysitter di Dylan in una notte decisiva per il futuro di Katherine. Al ritorno della donna, Mary Alice la informa che Wayne, il padre di Dylan, è passato a trovare la figlia, regalandole una bambola. Salendo in camera a controllare la figlia a letto, Katherine toglie la bambola dalle braccia della figlia e la appoggia su un armadio. Più tardi Wayne ritorna e, durante una furiosa discussione, viene colpito con un candelabro come viene raccontato dal cugino di Susan nell'episodio "Domenica". Dopo aver festeggiato la liberazione dal marito  con la zia Lillian, Katherine cade in un sonno profondo.
Katherine viene più tardi svegliata improvvisamente da un grido della zia proveniente dalla stanza della figlia. Entrando in camera scopre che la figlia, cercando di riprendere la bambola, è rimasta schiacciata dall'armadio. Sotto shock Katherine viene convinta dalla zia che l'ex marito, poliziotto con conoscenze importanti, l'avrebbe fatta incriminare con l'accusa di aver ucciso la figlia per liberarsi di lui. Così le due sotterrano il cadavere della bambina in un bosco non lontano da Wisteria Lane. Il giorno successivo Mary Alice e Susan bussano alla porta di Katherine e scoprono che si sta trasferendo in tutta fretta, senza preavviso e senza dare motivazioni in merito.
Dopo aver lasciato Wisteria Lane, Katherine, in visita ad un orfanotrofio, trova una bambina rumena che assomiglia in maniera impressionante alla figlia appena morta. Decide così di adottarla e di chiamarla Dylan per coprire la recente morte accidentale della figlia.
Diversi anni dopo, durante il suo soggiorno a Chicago, Katherine si risposa con il dottor Adam Mayfair, un ginecologo, che avrà una storia con una sua paziente. La cosa creerà non poco imbarazzo alla famiglia che per sfuggire allo scandalo deciderà di ritrasferirsi a Fairview portando con sé nella sua vecchia casa la zia Lillian ormai in punto di morte, convinta che Wayne non possa più costituire un pericolo.

### Quarta stagione
Katherine torna a Wisteria Lane nel primo episodio della quarta serie del telefilm dopo la sua inspiegata frettolosa fuga di dodici anni prima. All'inizio della serie Susan la riconosce immediatamente come sua vecchia vicina così come la figlia Julie ricorda Dylan come la sua migliore amica. Di fatto il mistero sul passato di Katherine inizia a nascere proprio quando Julie non riconosce la figlia come la bambina con cui giocava. Effettivamente in diverse occasioni Dylan, a causa della sostituzione di cui si verrà a conoscenza solo nell'ultimo episodio della serie, non può avere nessun ricordo di una vita nella casa e nella zona in cui la madre è voluta tornare.
Filo conduttore di tutta la quarta serie è il conflittuale rapporto che Katherine instaura con Bree alla quale contende lo scettro di casalinga perfetta. È infatti proprio Bree che, cercando di vincere una sfida culinaria lanciata da Katherine, dopo aver sentito una sua conversazione con Adam, avrà i primi concreti sospetti sul passato della donna.
Mentre Dylan inizia ad indagare sui motivi per cui non abbia alcun ricordo di Wisteria Lane e di suo padre di cui chiede insistentemente informazioni dopo aver scoperto che non è morto come la madre le ha fatto credere per 12 anni, la spiccata gelosia di Katherine nei confronti del marito suggerisce degli ulteriori problemi legati ad un passato più recente. Dopo il ritorno della zia Lillian, ormai in punto di morte e desiderosa di liberarsi la coscienza dal terribile segreto che condivide con la nipote, Katherine risponde con un secco "No" alle richieste della vecchia donna che cerca in ogni modo, ma inutilmente, perché osteggiata dalla stessa nipote, di comunicare con Dylan fin quando, poco prima di morire, non scrive la verità su un foglio che cadrà e rimarrà sotto il suo letto.
Successivamente, dopo essere stata eletta presidente del comitato di quartiere, Katherine viene minacciata dai due nuovi arrivati Bob Hunter e Lee McDermott di rivelare lo scandalo causato da Sylvia Greene, motivo per cui la famiglia si è allontanata da Chicago. Alle insistenti ed ormai minacciose richieste della figlia circa il padre Katherine risponde, bluffando, di volerle rivelare tutto su Wayne Davis, dicendole però che era giusto che sapesse che il padre era solito picchiarla. La confessione della madre fa sì che Dylan rinunci momentaneamente alla sua ricerca.
Nel frattempo la fantomatica Sylvia Greene arriva in città alla ricerca di Adam che sostiene essere stato il suo amante. Bree assiste ad un violento litigio fra lei e Katherine che si conclude con un impietoso sputo della donna a Sylvia. Bree, solidarizzando con la ragazza, coglie così l'occasione per indagare sulla sua rivale ma si rende presto conto di trovarsi di fronte ad una squilibrata che, proprio poco prima dell'arrivo di un violento tornado si barrica nel bagno di casa Hodge per attirare l'attenzione di Adam. Incapaci di farla uscire gli Hodge ed i Mayfair si trovano a rifugiarsi dal tornado insieme e casualmente, durante la catastrofe, Bree raccontando di un particolare tatuaggio che secondo Sylvia Adam avrebbe avuto, rivela involontariamente a Katherine che il marito l'ha effettivamente tradita con la donna.
Dopo il disastro Katherine invita Adam ad andarsene, ma facendo i bagagli l'uomo trova il messaggio che la zia Lillian aveva scritto ed indirizzato a Dylan per raccontarle la verità. Adam torna da Katherine promettendole di andarsene ma mettendo in chiaro che era lui a lasciarla per l'atroce segreto di cui l'aveva tenuto all'oscuro, ma promettendo di non dire nulla a Dylan. La ragazza assiste alla discussione e non appena la donna getta nel fuoco il biglietto della zia, si allontana, corre a recuperarla e cerca di ricomporla, deducendo erroneamente che la madre abbia ucciso il padre.
Successivamente il cugino di Susan, che da adolescente ha avuto una relazione con Katherine, dopo essere stato scoperto in un incontro passionale con la donna, le racconterà di quando, mentre era a casa sua un'estate di dodici anni prima, andando a portare un mazzo di fiori all'amante che gli aveva detto di non cercarla più, era stato testimone di una lite furibonda della donna con l'ex marito al termine della quale lei l'aveva colpito atterrandolo con un candelabro. Dylan chiede spiegazioni ad Adam, ma l'uomo, d'accordo con Katherine, le dice solamente che suo padre non è stato ucciso.
L'organizzazione del ballo del fondatore, per il quale Katherine e Bree collaboreranno, sarà motivo di nuovi attriti fa le due, ma al termine di esso le donne capiscono di essere più simili di quanto pensassero, comprendono che probabilmente è questo il motivo dei loro attriti e che la cosa può essere la base di una solida amicizia. Alla fine dell'evento Katherine dice a Bree di poter essere in grado di capirla più delle sue altre amiche. Intanto la cerimonia e le sue organizzatrici finiscono fra le pagine di molti giornali e questo dà la possibilità a Wayne Davis di sapere che la sua ex moglie e quella che crede essere sua figlia sono tornate a vivere a Wisteria Lane. Con una scusa il poliziotto avvicina Dylan ed inizia a frequentarla all'insaputa di Katherine. Dopo numerose uscite la donna segue Dylan e scopre che a persona che sta frequentando in realtà Wayne. Tornata a casa glielo rivela e accetta di incontrarlo. Al termine del faccia a faccia, durante il quale Katherine è stata con una pistola pronta nel cassetto del tavolo, dice di non credere che l'uomo sia cambiato. Durante un successivo incontro Katherine rivelerà a Wayne che Dylan non è sua figlia, affermazione confermata dal test del DNA che fa compiere su una gomma masticata dalla ragazza. Tuttavia vedendo un vecchio filmato in cui la bambina cadendo si procurava una ferita che le avrebbe lasciato una cicatrice sul braccio, l'uomo si accorge che quella che ha davanti non è la figlia che ha cresciuto.
Durante il saggio di Dylan al quale assiste anche Adam che, adeguatamente informato dei fatti, progetta una fuga in tre, il nuovo marito di Katherine viene attirato nel parcheggio con una scusa da Wayne e, dopo un colpo, viene rapito e riempito di botte. A nulla vale, come dodici anni prima, la tentata denuncia di Katherine alla polizia dove l'ex marito ha numerosi potenti amici in grado di proteggerlo. La donna decide così di dire la verità sul suo passato a Dylan e di fuggire una nuova volta come dodici anni prima ma la figlia scappa inorridita e Wayne, convinto di aver lasciato Adam morto, piomba in casa Mayfair deciso a farsi dire cosa ne fosse stato della vera figlia. Poco dopo una serie di eventi fanno precipitare la situazione mentre tutto il vicinato è intento a organizzare il rinfresco per il matrimonio di Bob e Lee. Così Ellie, inquilina di casa Solis, in fuga dalla polizia dopo che Gabrielle ha scoperto che spacciava cocaina in casa sua, cerca occasionalmente rifugio in casa Mayfair ma non appena brandisce minacciosa un coltello verso Wayne, questi le spara. Poco dopo Bree bussa furiosa alla porta di Katherine in cerca di spiegazioni, dopo aver saputo da Karen McCluskey che Katherine, che avrebbe dovuto aiutarla nel ricevimento, non era in realtà partita come aveva annunciato alle casalinghe. Bree viene trascinata in casa da Wayne che ora, puntando la pistola contro l'amica, fornisce un convincente motivo all'ex moglie per rivelare finalmente tutta la verità.
Katherine rivela così finalmente la verità sul suo passato a Wisteria Lane, sull'incidente occorso alla figlia, di cui rimane un evidente segno sul parquet della camera una volta appartenuta alla vera Dylan e sulla sua successiva sostituzione con l'orfana rumena.
Dopo il racconto della donna, a salvare Katherine e Bree arriva un malconcio ma ancora vivo Adam, che lascia a terra Wayne ferito da un colpo di pistola all'addome partito durante una colluttazione al piano inferiore. Mentre Bree si allontana a medicare Adam e a chiamare la polizia, Katherine rimane sola a sorvegliare l'ex marito, il quale le ricorda che le sue potenti amicizie l'avrebbero fatto uscire di prigione in pochi anni. Katherine, disperata come non mai, spara un colpo al petto all'ex marito, uccidendolo immediatamente. Lo sparo attira immediatamente l'attenzione della gente in strada, già sconvolta perché all'arrivo di Adam, l'automobile aveva travolto il rinfresco. Interrogata dalla polizia, ancora sotto shock per l'accaduto, Katherine non dice nulla. Sarà Bree, insieme a Susan, Lynette e Gabrielle, informate dell'accaduto prima dell'arrivo della polizia, a concordare una soluzione fasulla, per far sì che la polizia riconosca la legittima difesa alla donna. Il finale vede Dylan riappacificarsi con la madre adottiva.
La serie si conclude con un salto di 5 anni nel futuro in cui si vede una Katherine che sembra aver trovato il suo equilibrio ed ormai perfettamente integrata nel gruppo delle casalinghe di Wisteria Lane che lascia presagire la conferma del personaggio nella quinta serie del telefilm. Nella scena che la vede protagonista, Katherine parla con Dylan, appena fidanzata a Parigi. Nulla si sa del suo rapporto con Adam. La mancanza della fede nuziale al dito della donna nell'ultima scena della quarta serie lascia presagire una rottura definitiva.

### Quinta stagione
Dopo aver definitivamente rotto con Adam, Katherine continua a lavorare nell'agenzia di Bree, ma si sente messa in ombra dal successo ottenuto dal libro dell'amica e i vecchi contrasti sembrano riaffiorare. Inoltre, la donna inizia una relazione con Mike Delfino ma Susan, sebbene i due siano separati, non è d'accordo perché teme che Mike possa rinunciare al tempo che dedica al loro bambino MJ. A complicare ulteriormente la situazione si aggiunge la signora McCluskey, che coinvolge Katherine nelle sue indagini sul nuovo inquietante marito di Edie Britt. 
Dopo che però Karen ha attaccato urlando contro Dave alla festa del suo settantesimo compleanno, peraltro da Dave organizzata, accusandolo di essere entrato in casa sua( sospetto che si rivelerà poi verità), Katherine decide di smettere di indagare su Dave ,pensando che la Mccluskey fosse troppo fissata.
Katherine e Mike decidono poi di sposarsi, andando a Las Vegas; Mike scopre il piano vendicativo di Dave e va a salvare l'ex-moglie e il figlio, lasciando Katherine sola all'aeroporto. Mike e Susan si risposano mentre Katherine resta single.

### Sesta stagione
Nella sesta stagione Katherine entra in conflitto con Susan, per il fatto che ha sposato nuovamente Mike. Katherine così inizia a dare i primi segni di instabilità mentale. Presumendo che il matrimonio dei due non funzionerà affatto, creandosi uno stato mentale alterato e pensando che Mike in realtà tornerà da lei, litiga anche con Bree, che la licenzia per farla ricoverare in un centro psichiatrico. Katherine ha quindi un esaurimento nervoso ed arriva perfino ad accoltellarsi per far ricadere la colpa su Mike, che poco prima le aveva detto che non l'aveva mai amata. Susan allora chiama Dylan per farla tornare a Wisteria Lane e lì la ragazza scopre che la realtà non è quella che la madre le ha raccontato durante le sue telefonate (cioè che si era sposata con Mike e che Susan cercava di sedurlo) e così, di comune accordo con Susan, decide di far curare Katherine. La donna riesce a comprendere tutti i suoi errori e grazie a Karen viene perdonata dalle altre casalinghe, compresa Susan. Al ritorno dalla casa di cura inizia una storia d'amore con Robin Gallagher, un'ex spogliarellista conosciuta da Susan nello strip club lasciatole da Karl e che diventerà la sua nuova coinquilina; Katherine vive quest'infatuazione con titubanza ma alla fine si convince di amare Robin come nessuno e sotto consiglio di Karen McCluskey le due decidono di trasferirsi per un po' a Parigi, in modo da "testare" la loro storia lontano dai pettegolezzi di Wisteria Lane.

### Ottava stagione
Katherine tornerà a Wisteria Lane nell'ultima stagione, la sua relazione con Robin è finita da molto tempo. Diventata un'imprenditrice di successo mondiale, proporrà un contratto di lavoro a Lynette, che a sua volta, dopo averlo accettato, si trasferirà a New York con la sua famiglia.